# Cornaredo
Cornaredo és un municipi italià, situat a la regió de Llombardia i a la ciutat metropolitana de Milà. L'any 2006 tenia 20.426 habitants.